# Vincenzo Cosco
Vincenzo Cosco (Santa Croce di Magliano, 1964. január 12. – 2015. május 9.) olasz labdarúgóedző.

## Pályafutása
1996 és 2014 között különböző olasz csapatok vezetőedzőjeként dolgozott. Közben, 2007–08-ban az FC Sopron vezetőedzője volt.

## Halála
2015. május 9-én rák következtében hunyt el.